# 제25보병사단 (대한민국)
제25보병사단(第二十五步兵師團, The 25th Infantry Division, 상징명칭: 비룡부대)은 경기도 양주시에 주둔하고 있는 대한민국 육군의 보병사단이다. 비룡폭포에서 유래되어 비룡부대라는 애칭을 가지게 되었다. 경례 구호는 '단결'이다. 사단 본부는 양주시에 있으나 대부분의 부대는 주로 파주시 쪽에 위치하며 일부 부대는 연천군 쪽에도 주둔하고 있다. 전방 부대로 GOP 및 GP 경계를 책임지고 있다.

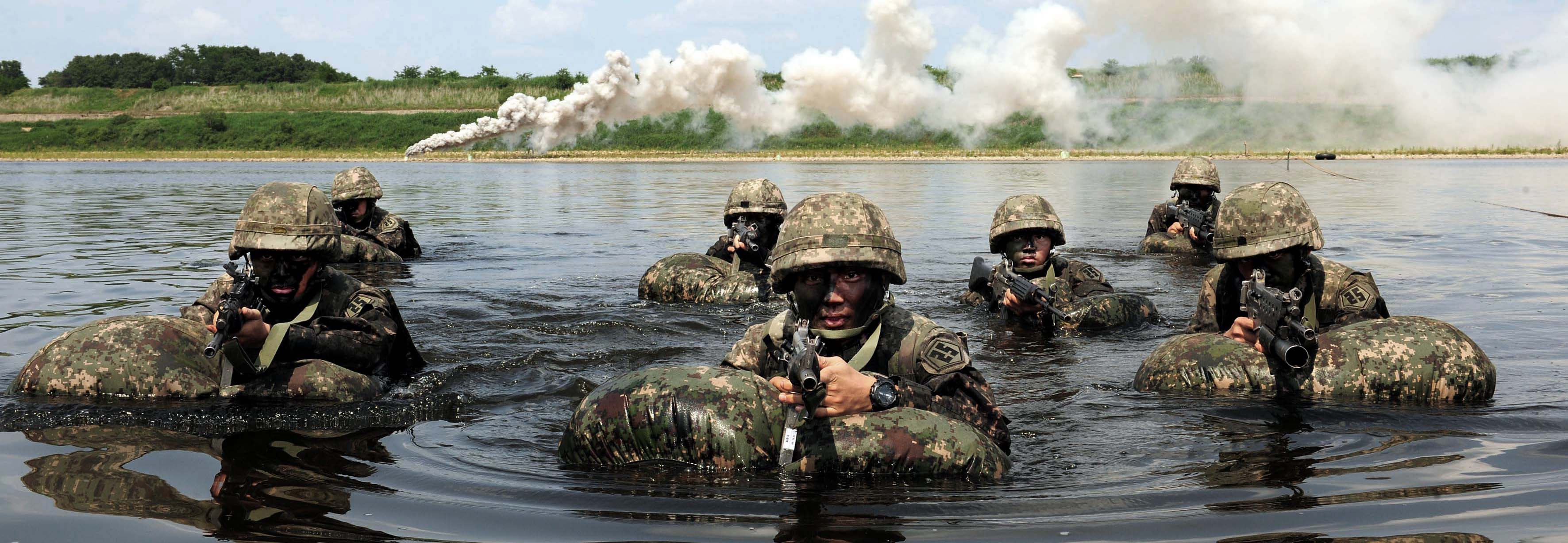
도하훈련 중인 제25보병사단 수색대대 장병들

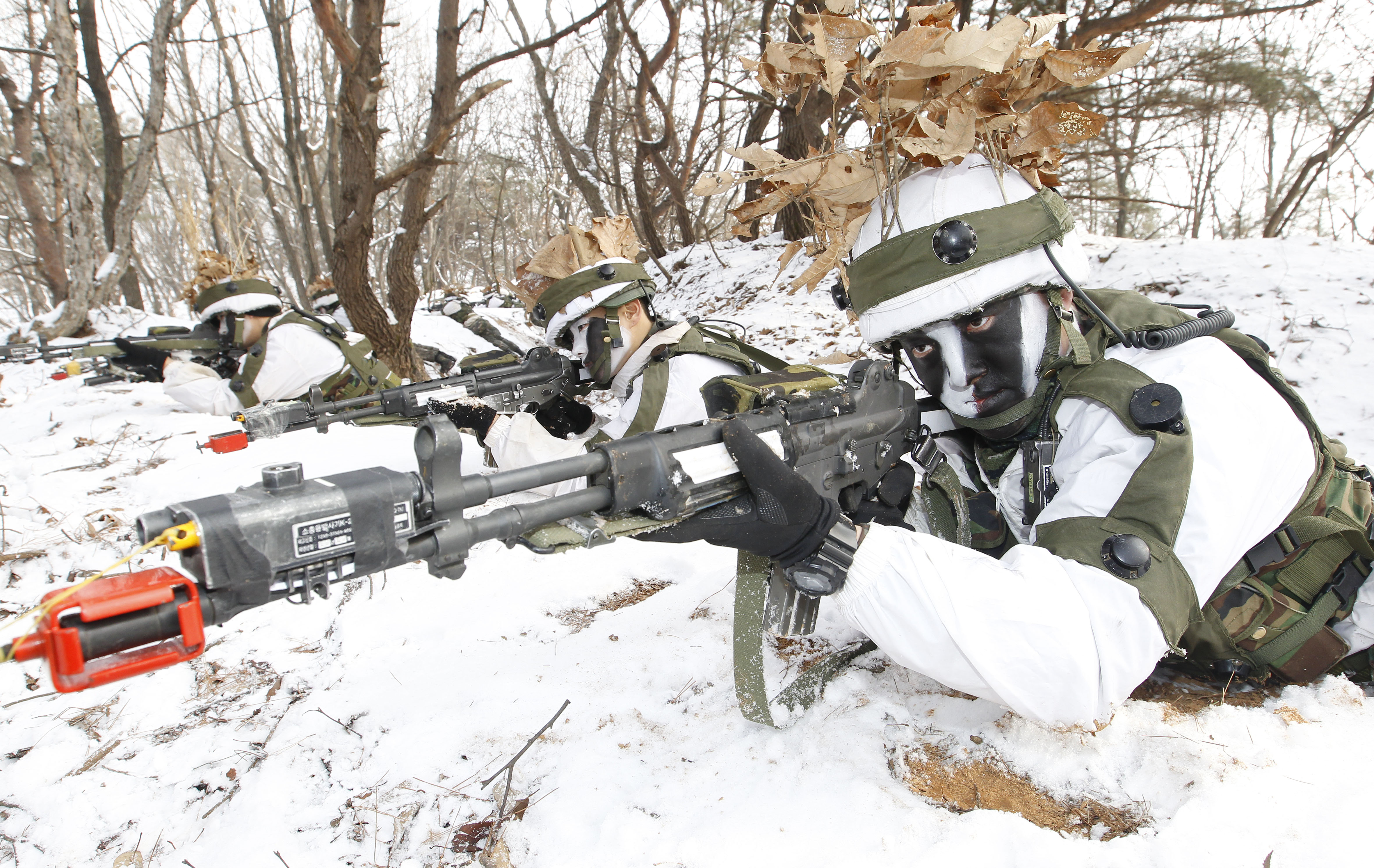
혹한기 야외전술훈련 중인 제25보병사단 장병들

## 역사
한국전쟁 휴전 협정이 한창인 1953년 4월 21일에 강원도 설악산 부근 양양에서 제22보병사단과 같은 날 같은 곳에서 창설되었다. 사실 제25보병사단은 한국전쟁이 거의 끝나기 직전에 창설된 부대라 한국전쟁 당시 창설부대에는 들어가지만, 실제 전과는 전무하다. 총 9회에 달하는 부대이동을 거쳐 마침내 1964년 3월 15일부터 전방으로 이동, 지금의 위치에 자리잡았다.
1968년 1월 21일, 김신조를 비롯한 무장 공비 30여 명이 침투한 1.21 침투로가 제25보병사단 관할지역 안에 있다.
1974년 11월 15일, 경기도 연천군 백학면 포춘리에서 제1땅굴을 발견하였다.
2020년 12월 1일 사단 예하 연대들이 여단으로 승격했다.
2023년 12월, 입영자수 감소로 인해 1군단예하 사단인 1, 9, 25사단의 신병교육대대를 해체하였다.

## 편성
- 사단본부
- 제70보병여단[2]
  - 여단본부
  - 제1대대 "만월봉"
  - 제2대대 "무건봉"
  - 제3대대 "국사봉"
  - 군수지원대대
- 제71보병여단
  - 여단본부
  - 제1대대 "감악산"
  - 제2대대 "설마리"
  - 제3대대 "상승"
  - 군수지원대대
- 제72보병여단
  - 여단본부
  - 제1대대 "용바위"
  - 제2대대 "비룡"
  - 제3대대 "파평산"
  - 군수지원대대
- 포병여단
  - 여단본부
  - 제206포병대대 "청룡"
  - 제213포병대대 "천둥"
  - 제217포병대대 "번개"
  - 제632포병대대 "왕포"
- 사단 본부대
- 공병대대
- 정비대대
- 군수지원대대
- 수색대대
- 의무대대
- 정보통신대대
- 전차대대
- 토우중대
- 화생방지원대
- 방공중대
- 보충중대
- 군사경찰대
- 항공대

## 사단 마크 (부대표지)
25사단을 의미하는 숫자 25를 각지게 하여 표현했으며, 베이스인 오각형은 화랑의 정신인 인, 의, 예, 지, 신을 의미한다. 그리고 바탕의 녹색은 평화와 이상, 백색은 단일민족과 백의민족의 순결, 마지막으로 외곽선은 철통 같은 방어진을 의미한다. 1970년대 이전의 부대 마크는 마치 용처럼 생긴 숫자 25 사이에 붉은색 하트가 있었으며, 이 하트는 전우애를 상징했다고 한다.

## 사단가
```
(1절)
우리는 감악산 기상받은 민족의 방패.
언제나 무쇠같이 타오르는 왕성한 투지.
줄기찬 사기 속에 이룩된다. 자유와 평화!
우리들 가는 곳에 휘날리는 승리의 깃발!

(2절)
우리는 파평산 정기 받은 관동의 용사.
화염 지나 용솟음 찬 공격 정신 힘차게 뿜고,
굳건한 정의 앞에 무너진다. 우리의 적들!
우리들 가는 곳에 쌓아 놓은 전통과 명예!

(3절)
우리는 상승의 전통 이은 육군의 정화.
언제나 슬기롭고 아름다운 아세아의 빛.
씩씩한 발걸음도 가벼워라. 우리의 미래!
우리들 가는 곳에 찾아온다. 세계의 평화!

(후렴)
아! 아! 여기 한데 뭉친 대한의 간성. 25 사단!
아! 아! 여기 한데 뭉친 대한의 간성. 25 사단!

```